# ウバルド・フィジョール
ウバルド・フィジョール（Ubaldo Matildo Fillol、1950年7月21日 - ）は、アルゼンチン出身の元同国代表サッカー選手、サッカー指導者。ポジションはゴールキーパー。現在はアルゼンチン代表のゴールキーパーコーチを務めている。

## 経歴
最初にデビューしたクラブチームのキルメスACで57試合に出場した。1972年にラシン・クルブに移籍し、1974年からは9年間CAリーベル・プレートに所属した。それからAAアルヘンティノス・ジュニアーズ、ブラジルのCRフラメンゴ、スペインのアトレティコ・マドリードに在籍した。その後アルゼンチンに戻り、ラシン・クルブに在籍し、1991年にCAベレス・サルスフィエルドに在籍したのを最後に現役を引退した。

## 代表歴
1974年にデビューし、同年開催されたFIFAワールドカップに出場した。4年後の1978 FIFAワールドカップでは、若きキャプテンダニエル・パサレラ、ストライカーマリオ・ケンペスらと共にアルゼンチンのワールドカップ初優勝に貢献した。そして4年後の1982 FIFAワールドカップにも出場した。1986 FIFAワールドカップ・予選では好セーブを連発し、本戦出場に貢献したが、この大会の前年に代表を引退し、4大会連続出場はならなかった。